# Aumes
Aumes (okzitanisch: Aumas) ist eine französische Gemeinde mit 502 Einwohnern (Stand: 1. Januar 2022) im Département Hérault in der Region Okzitanien. Sie gehört zum Arrondissement Béziers und zum Kanton Mèze. Die Einwohner werden Aumois genannt.

## Lage
Die Gemeinde Aumes liegt etwa 19 Kilometer nördlich von Agde bzw. etwa 37 Kilometer westsüdwestlich von Montpellier. Umgeben wird Aumes von den Nachbargemeinden Montagnac im Norden und Osten, Castelnau-de-Guers im Süden sowie Pézenas im Westen.

## Bevölkerungsentwicklung
| Jahr                       | 1962 | 1968 | 1975 | 1982 | 1990 | 1999 | 2010 | 2020 |
| Einwohner                  | 267  | 310  | 305  | 286  | 268  | 310  | 440  | 499  |
| Quellen: Cassini und INSEE |      |      |      |      |      |      |      |      |

## Sehenswürdigkeiten
- gallorömisches Oppidum von Le Proch-Balat
- alte Kirche Saint-Pierre
- Kirche Saint-Aubin
- Pfarrhaus
- Schloss Saint-Martin-de-Graves

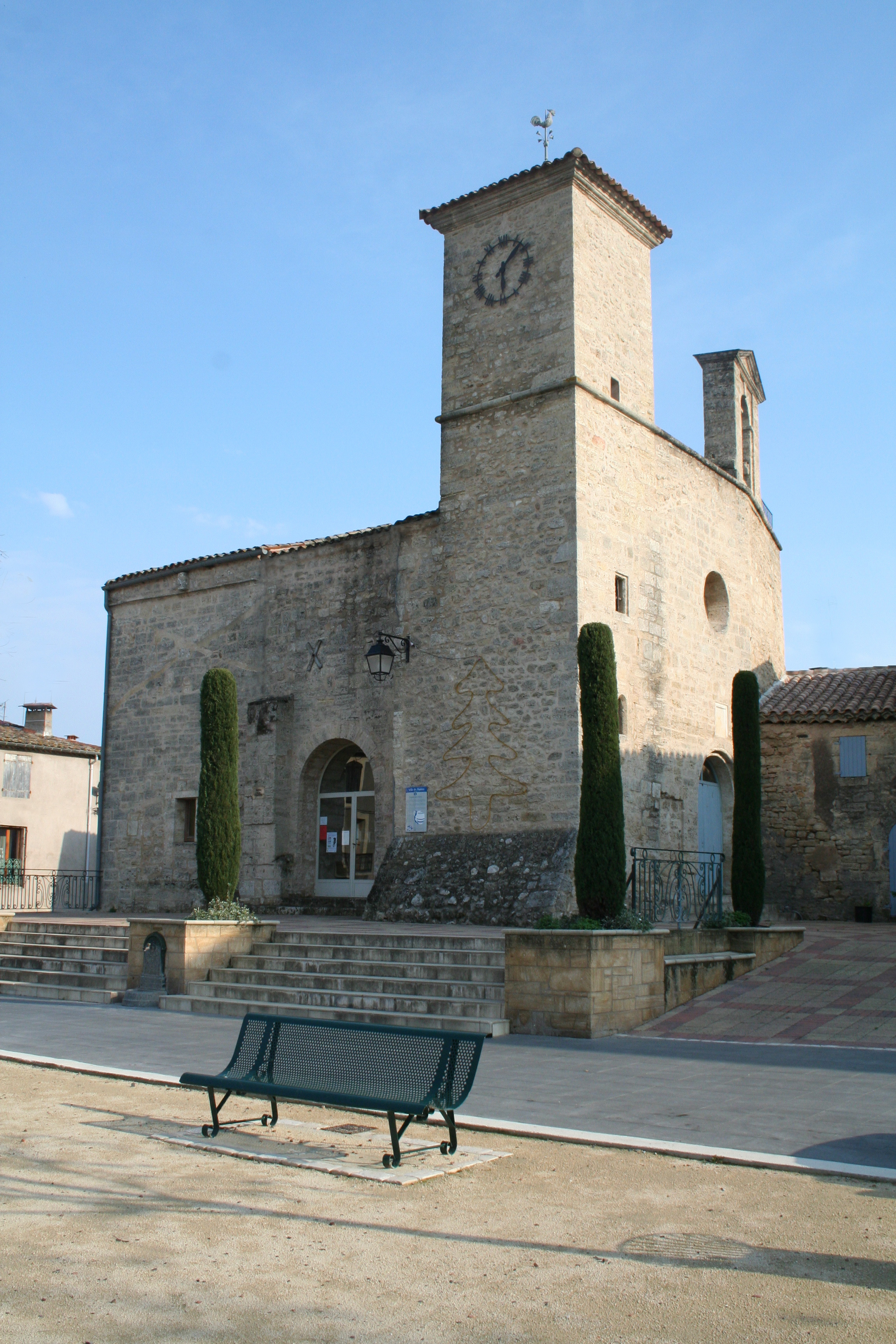
Kirche Saint-Pierre
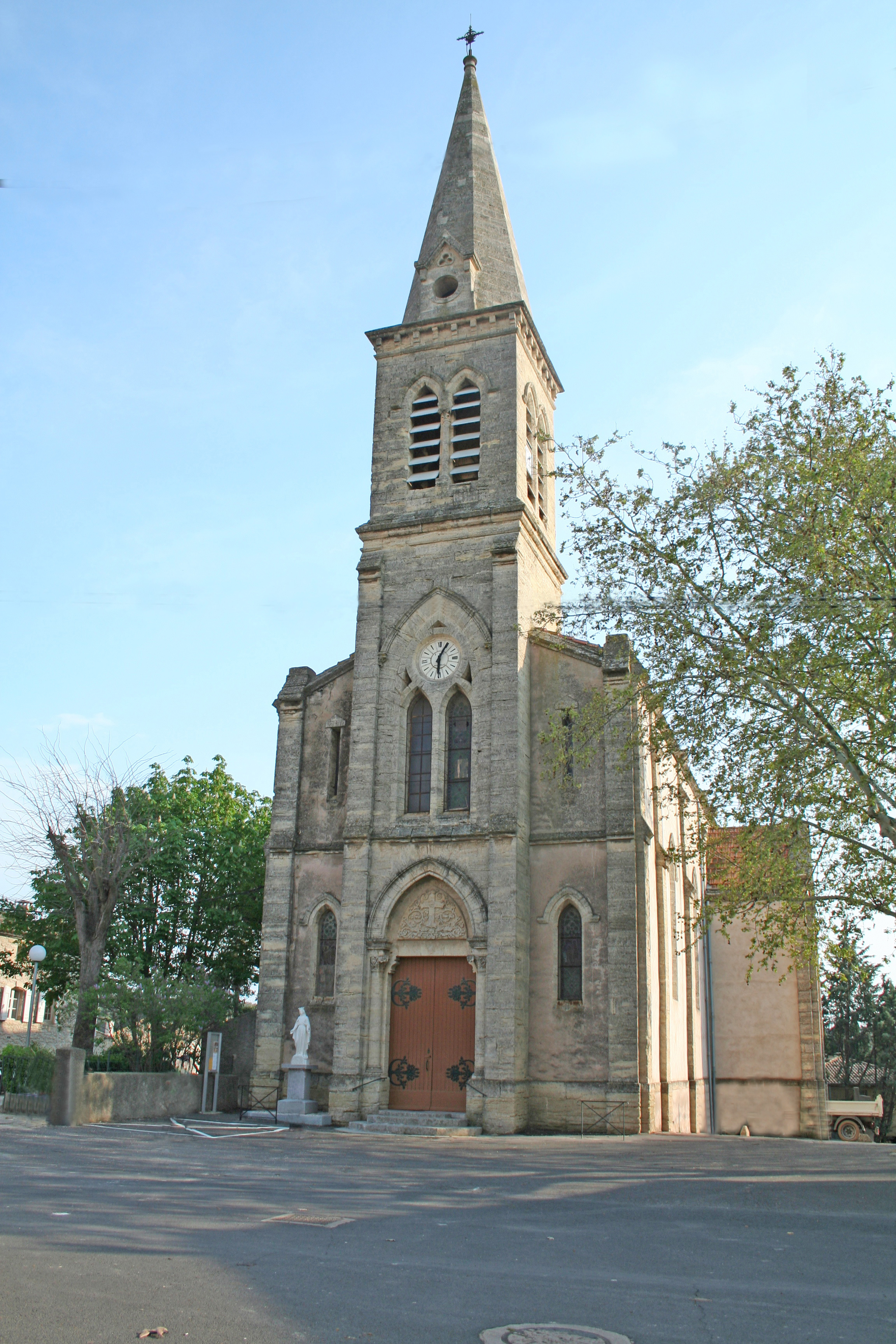
Kirche Saint-Aubin
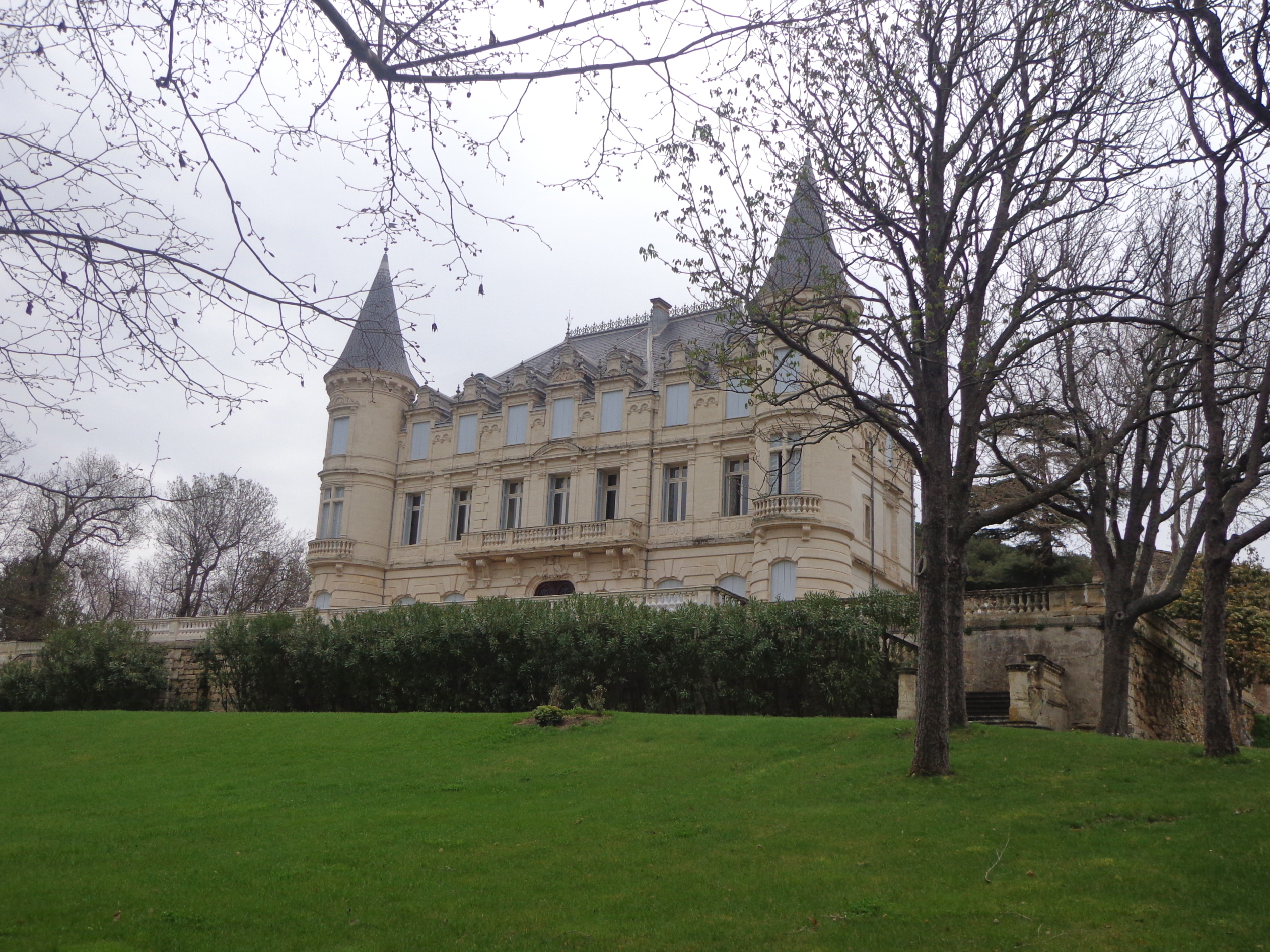
Schloss Saint-Martin-de-Graves